# Serra do Caraça
Serra do Caraça är ett berg i nationalparken Serra do Gandarela i den brasilianska delstaten Minas Gerais och i kommunen Mariana. Toppen på Serra do Caraça är 1 775 meter över havet.

## Uppgifter om terräng och klimat
Terrängen runt Serra do Caraça är kuperad åt sydväst, men åt nordost är den bergig. Runt Serra do Caraça är det glesbefolkat, med 9 invånare per kvadratkilometer.. Det finns inga samhällen i närheten.
I omgivningarna runt Serra do Caraça växer huvudsakligen savannskog.